# 416 a.C.

## Eventos
- 91a olimpíada: Exagento de Acragas, vencedor do estádio. Ele também venceu na olimpíada seguinte.[1]
- Quinto Fábio Vibulano Ambusto, Aulo Semprônio Atratino pela terceira vez, Espúrio Náucio Rutilo pela segunda vez, e Marco Papírio Mugilano, pela segunda vez, tribunos consulares em Roma.